# Pseudopaludicola ternetzi
Pseudopaludicola ternetzi är en groddjursart som beskrevs av Miranda-Ribeiro 1937. Pseudopaludicola ternetzi ingår i släktet Pseudopaludicola och familjen Leiuperidae. IUCN kategoriserar arten globalt som livskraftig. Inga underarter finns listade i Catalogue of Life.